# Traslado de obras del Museo del Prado durante la Guerra Civil

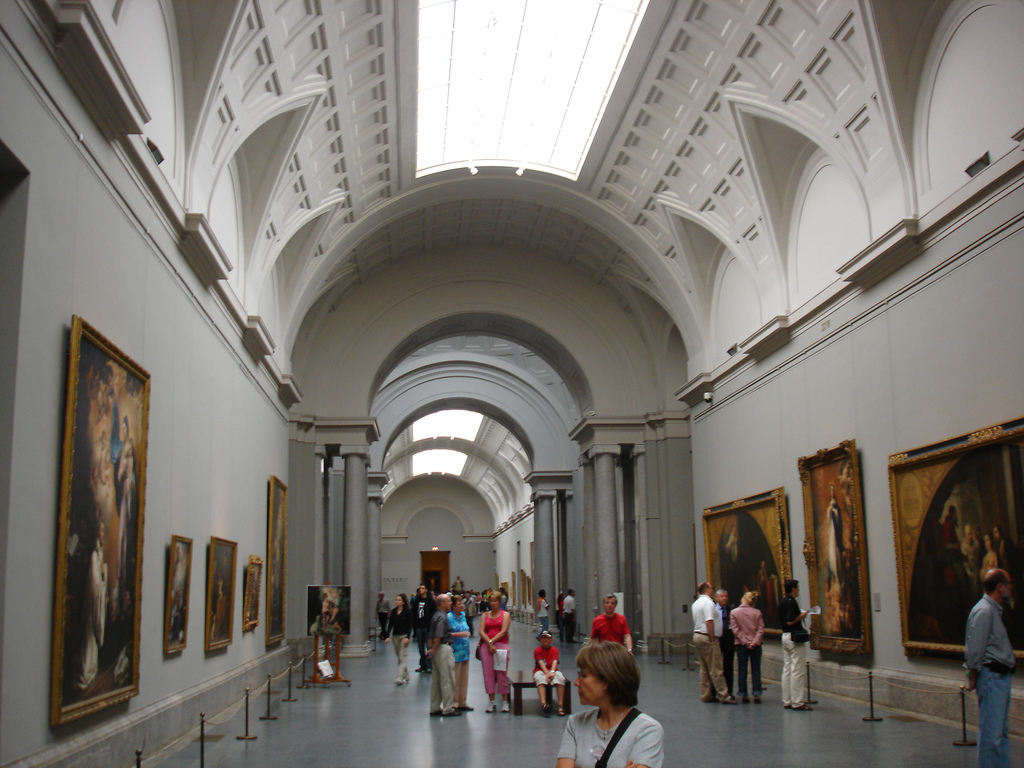
Vista de la Galería Central en 2005. Durante la guerra sus paredes quedaron vacías y las esculturas y mesas de piedras duras cubiertas por sacos terreros.

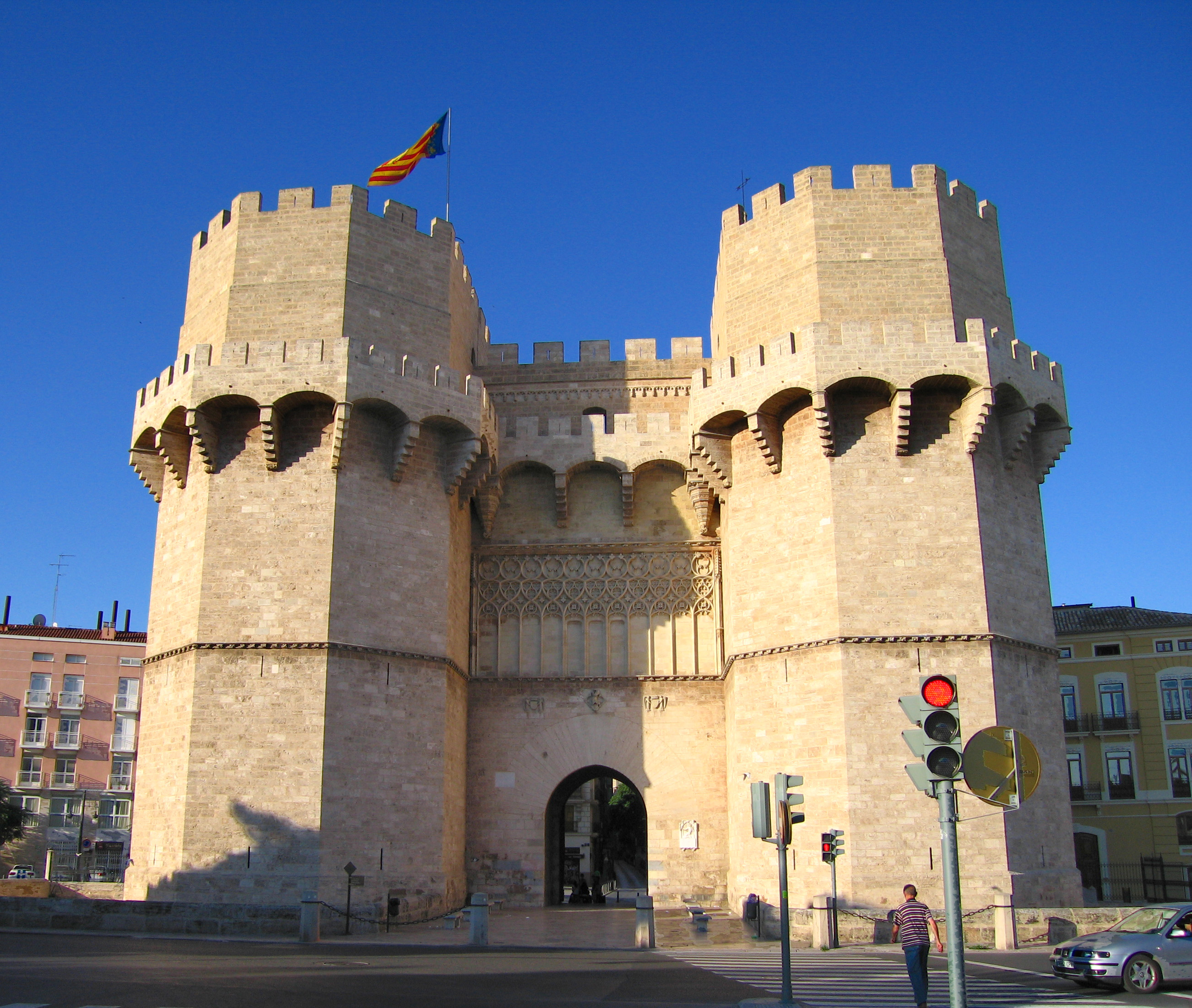
Las Torres de Serranos de Valencia, donde residieron algunas obras de la pinacoteca.

El traslado de obras del Museo del Prado fue un episodio de la historia del Museo del Prado consistente en la evacuación de una importante remesa de obras artísticas de la pinacoteca madrileña durante la guerra civil española y en el marco de la defensa de la ciudad por decisión del gobierno republicano, que confió su ejecución a la Junta de Incautación y Protección del Patrimonio Artístico.
El traslado de las casi 2000 obras comenzó en el otoño de 1936 y tuvo como destino la ciudad de Valencia, aunque posteriormente una parte de las obras continuaron viaje a Cataluña, hasta que finalizaron en la sede de la Sociedad de Naciones en Ginebra (Suiza).
En total salieron unas 361 obras pertenecientes al Museo del Prado, siendo el resto del Museo de Arte Moderno, el Monasterio de El Escorial, el Palacio Nacional, la Academia de San Fernando, obras de coleccionistas particulares (por ejemplo La condesa de Chinchón de Goya, entonces perteneciente a los duques de Sueca) y también piezas procedentes de otras ciudades. Finalmente la expedición regresó a Madrid en septiembre del año 1939, y las obras se reintegraron en la pinacoteca española, sin que sufrieran menoscabo alguno.

## Historia
El Golpe de Estado en España de julio de 1936 en diversas áreas de España durante el verano de 1936, hizo que diera comienzo un conflicto armado que dividiría el territorio en dos bandos confrontados. Las tropas rebeldes, más preparadas y acondicionadas para el combate, se encontraban acantonadas en el protectorado de Marruecos y pronto se hicieron fuertes en diversas ciudades importantes del sur de España. Madrid en los primeros instantes se decantó por el bando republicano, donde se mantuvo el gobierno legal, y por ello fue desde sus inicios un objetivo militar. En otoño del año 1936 las tropas rebeldes dirigidas por el General Varela desplazaron las columnas a Madrid. De octubre a noviembre de ese año el frente fue estableciéndose en los alrededores de la Casa de Campo. Las tropas rebeldes apoyadas por la aviación alemana e italiana realizaron varios bombardeos sobre la población civil madrileña, así como sobre diversos objetivos militares supuestamente ubicados en barrios populares madrileños. La situación era tan grave que se decidió salvaguardar las obras de arte de posibles destrucciones.
Uno de los primeros impulsores de la protección del patrimonio fue Ricardo de Orueta y Duarte, que estuvo a cargo de la Dirección de Bellas Artes. Se intentó llevar parte del patrimonio a la Exposición Internacional de Nueva York de 1939, pero el intento quedó en la nada. Finalmente se creó la Junta de Defensa del Tesoro Artístico Nacional y se decidió trasladar la mayor parte de la obra pictórica a las zonas de levante que por aquella época se encontraban alejadas del intenso bombardeo.

### Antecedentes
Al frente de la Dirección General de Bellas Artes estuvo el historiador del arte Ricardo de Orueta. Durante la denominada marcha sobre Madrid, las tropas rebeldes hicieron batalla en Toledo, donde se detuvo el asedio al Alcázar. En la ciudad de Toledo, anteriormente a este suceso, se procedió ya desde los primeros instantes del verano del 1936 a la defensa de los monumentos y obras de arte de la ciudad; se creó el Comité de Defensa de Monumentos Artísticos del Frente Popular de Toledo. Desde su constitución las acciones del Comité se vieron reflejadas en los diarios de sesiones. El asalto a la ciudad de Toledo cesó con esa actividad y pronto se protegió el patrimonio en esa ciudad. Tras la batalla de Toledo, las tropas del General Varela se dirigen a Madrid. La situación anímica de la población hacía suponer un fuerte combate, situación que se confirmó en la denominada batalla de la Ciudad Universitaria, en Moncloa. La situación alarmaba a muchos conservadores y artistas; se temía que hubiera situaciones incontroladas en las grandes ciudades.

### Creación de la Junta de Incautación y Protección del Patrimonio Artístico

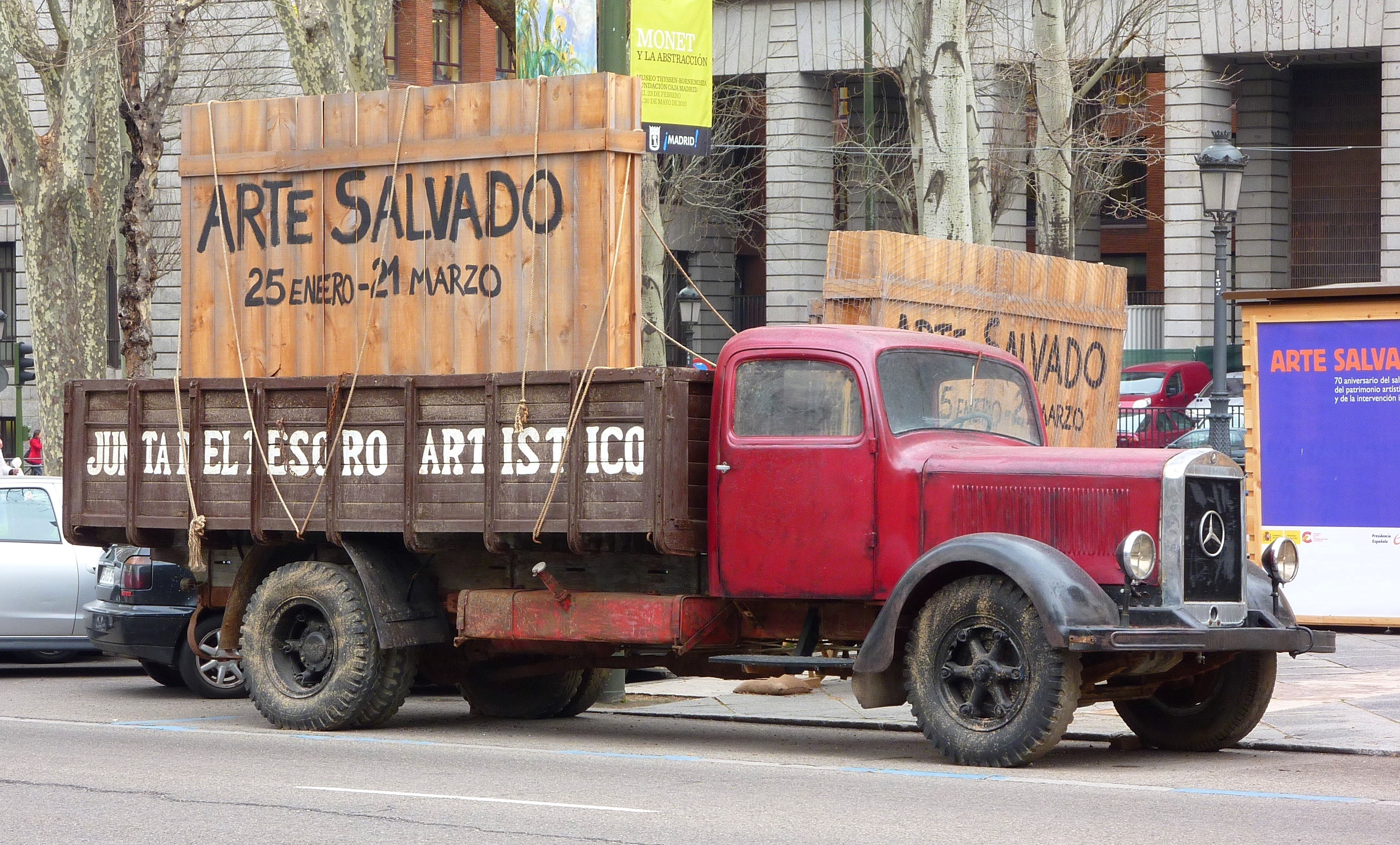
Camión Mercedes-Benz, representando un vehículo de la Junta del Tesoro Artístico, estacionado frente al Museo durante la exposición conmemorativa.

Con el objeto de controlar el patrimonio y paliar los efectos de la quema incontrolada de templos y la incautación de edificios religiosos y palacios particulares por partidos y organismos afines durante los primeros instantes de la guerra, se creó el 23 de julio de 1936 (Gaceta de Madrid del 25 de julio) una Junta de momento innominada y sin asignación económica que, en relación con el director general de Bellas Artes, formaban siete vocales, miembros de la Alianza de Intelectuales Antifascistas a cuyo impulso se creaba. Un segundo decreto, fechado el 1 de agosto, daba al recién creado organismo el nombre de Junta de Incautación y Protección del Patrimonio Artístico, ahora ya con una asignación económica, y fijaba entre sus funciones la de proceder a la «incautación o conservación en nombre del Estado de todas las obras, muebles o inmuebles, de valor artístico, histórico o bibliográfico, que en razón de las anormales circunstancias presentes ofrezcan, a su juicio, peligro de ruina, pérdida o deterioro». Tenía como finalidad la intervención directa en palacios, museos, iglesias y otros edificios incautados con el objetivo de reconocer, inventariar y trasladar a depósitos convenientemente acondicionados para su conservación. Su trabajo era obstaculizado, en muchas ocasiones, por la carga emocional de las noticias que procedían del frente de batalla, así como los bombardeos que caldeaban los ánimos de la población. En muchos casos las obras que se deseaba rescatar pertenecían bien a la iglesia, bien a colecciones privadas. En ocasiones el anticleralismo y la rabia de la población dificultaban las labores de los restauradores del patrimonio, en contra de las posiciones del gobierno legal.
La Junta lo dejó en manos de la Junta Central del Tesoro Artístico que poseía sus propias Juntas Delegadas con ámbito puramente provincial. Su estructura se centraba en los vocales, y su presidencia recayó en el pintor Timoteo Pérez Rubio hasta el final de la contienda en el año 1939. Se contaba entre sus miembros a personal técnico de los diferentes museos de la península. Algunos de ellos como Ramón Stolz Viciano, Julio Prieto Nespereira y el arquitecto del Museo del Prado José Lino Vaamonde. Todos ellos fueron los encargados de coordinar la defensa del patrimonio en el bando republicano.
El Museo del Prado se cerró preventivamente el 30 de agosto de 1936 y la primera orden de evacuación se envió al subdirector del Museo Sánchez Cantón el 5 de noviembre de 1936 cuando se produjo el enfrentamiento en la ciudad, en lo que será la batalla de la Ciudad Universitaria que técnicamente durará tres años. Durante estos meses de intenso combate en las cercanías de Moncloa, se produjeron fuertes bombardeos aéreos y artilleros que causaron estragos en el interior de la ciudad, algunos de los cuales afectan al Museo del Prado, al Museo de Arte Moderno y a la Academia de San Fernando. Esta situación provocó que el gobierno republicano decidiese evacuar el patrimonio artístico inmediatamente.

### Planificación de la evacuación

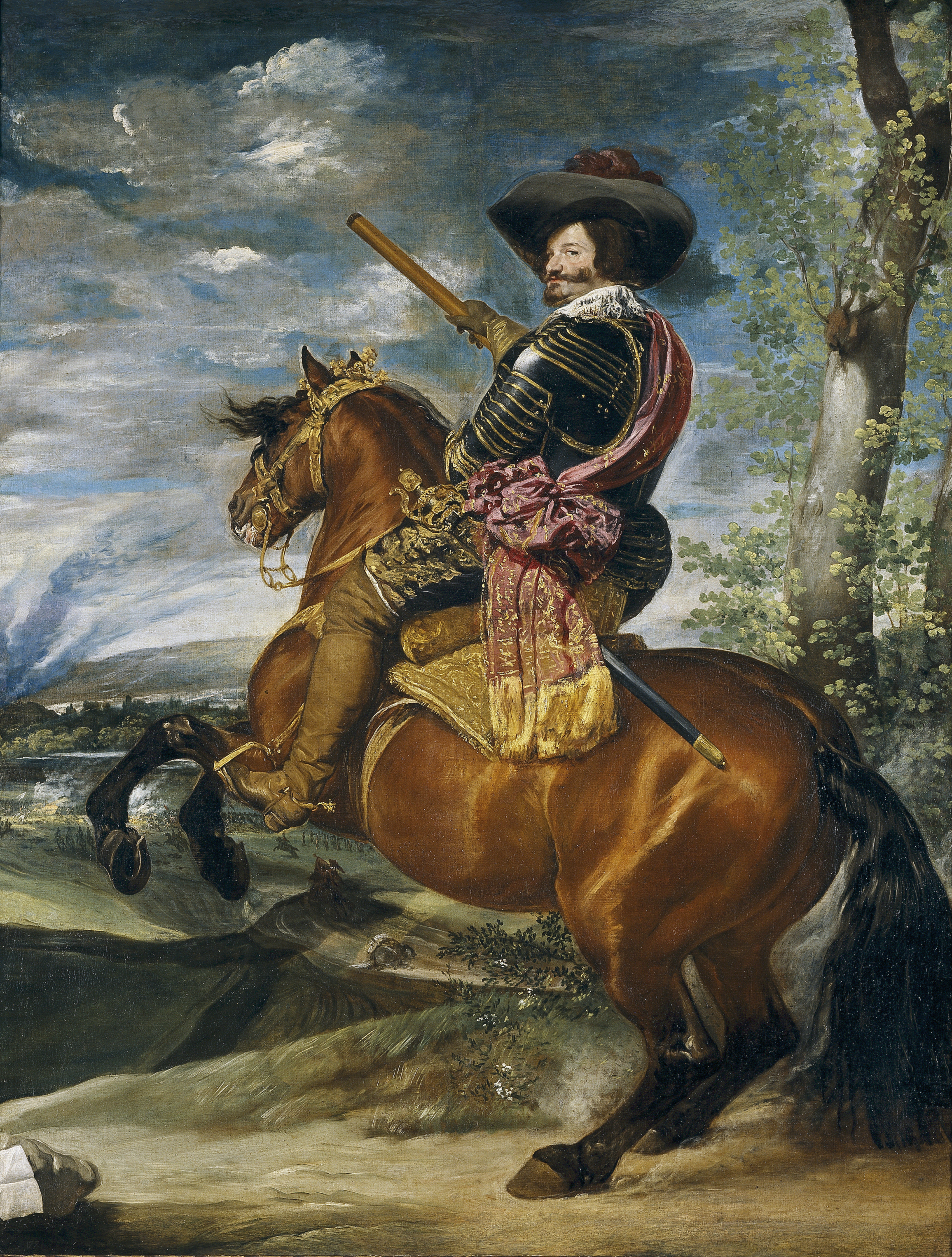
Diego Velázquez: Gaspar de Guzmán, conde-duque de Olivares, a caballo, Museo del Prado. El cuadro de Velázquez llegó a Valencia seriamente dañado como consecuencia de la improvisación y pésimos embalajes con que se realizaron los primeros traslados de obras del museo en noviembre de 1936 y del 7 al 11 de diciembre de ese año, hasta que la Junta Delegada de Madrid se hizo cargo de su protección y evacuación.

La evacuación recae en la Junta de Defensa del Tesoro Artístico Nacional y sus principales responsables serán Josep Renau joven cartelista y publicista nombrado director general de Bellas Artes en septiembre de 1936, y el arquitecto Vaamonde. Se realizan una serie de operaciones previas como son: la selección de las obras a evacuar, la realización de exámenes y elaboración de fichas e informes, la preparación de las obras y embalajes de transporte, la búsqueda de camiones en el frente de batalla, la entrega y colocación de las obras en depósitos provisionales y su instalación definitiva.
Para la selección de las obras se realizaba por la limitación en el embalaje y transporte existente en una ciudad sitiada. De cada obra se realizaba un informe que contenía datos como autor de la obra, título, superficie, medidas y este expediente se cumplimentaba con un histórico del viaje que realizaba, hora de salida, de llegada y condiciones atmosféricas (medición de higrómetros, termómetros). Algunas obras estaban en muy mal estado y los conservadores del propio museo se negaban al traslado, en la mayoría de los casos se consideraba que el riesgo era mayor si estas obras permanecían en Madrid durante el conflicto. Los debates de cada obra eran suficientes como para ser detallados en los informes: se hablaba de los métodos de conservación, y de los modos de transportar las piezas (la mayoría se portaron en bastidores, rechazando su transporte en rulos).
Los bastidores se sujetaban a los camiones y se empaquetaban con papel continuo y luego se aplicaba una segunda capa de papel impermeable. Para evitar el movimiento se sujetaban con listones de madera ignifugada e impermeabilizada. Las cajas se atornillaban para evitar los golpes de los amortiguadores. Toda caja estaba precintada e identificada. La ejecución de los embalajes se supervisaba por los organizadores. La celeridad con la que se hicieron estas operaciones y el aprendizaje hizo que poco a poco se fuera formando un equipo especializado de operarios que trabajaban en cadena.

### Traslado a Valencia
Tras el cuidadoso embalaje de las obras se procede al montaje en los camiones que se dirigirán a Valencia. Se empelaron camiones militares (un recurso extremadamente valioso en el Madrid de la época) acondicionados con extintores y medidas contraincendios. La mayoría tuvieron que ser acondicionados con soportes de hierro capaces de incluir los embalajes de las obras. En la primera expedición se pudo ver que los embalajes de algunos cuadros no podían pasar por los puentes, tal es el caso del puente de Arganda. Esto obligó a los transportistas a sacar los embalajes y pasarlos a la otra orilla a pulso. Al llegar a Valencia se entregaban mediante acta a la Dirección General de Bellas Artes.
| |
| Situación del territorio español en 1936. La carretera de enlace desde Madrid a Valencia está libre |

|                                                                            |
| Ruta de la Carretera de Madrid-Valencia en el que se trasladaron las obras |

En Valencia las obras fueron depositadas en las Torres de Serranos y en la iglesia del Patriarca, ambos edificios se protegieron con estructuras especiales contra los posibles bombardeos.  Como uno de los efectos destructivos de las deflagraciones era la vibración de aire producida por las ondas expansivas en lugares cerrados; en las zonas habilitadas para depósito de obras de arte se abrieron tubos de salida al exterior con el objeto de permitir la libre circulación de aire. Las obras se colocaron perpendicularmente a las mamparas para que ofrecieran poca resistencia a la oleada de aire procedente de la explosión, en el interior de las cajas se eliminaban los vacíos y se rellenaban con espuma. Tanto Renau en su labor de difusión popular, como Vaamonde con su estudio sobre el efecto del nuevo armamento y medidas tomadas en los depósitos, elaboraron su trabajo sin antecedentes internacionales. 

### Traslado al norte de Cataluña. Castillo de San Fernando (Figueres)

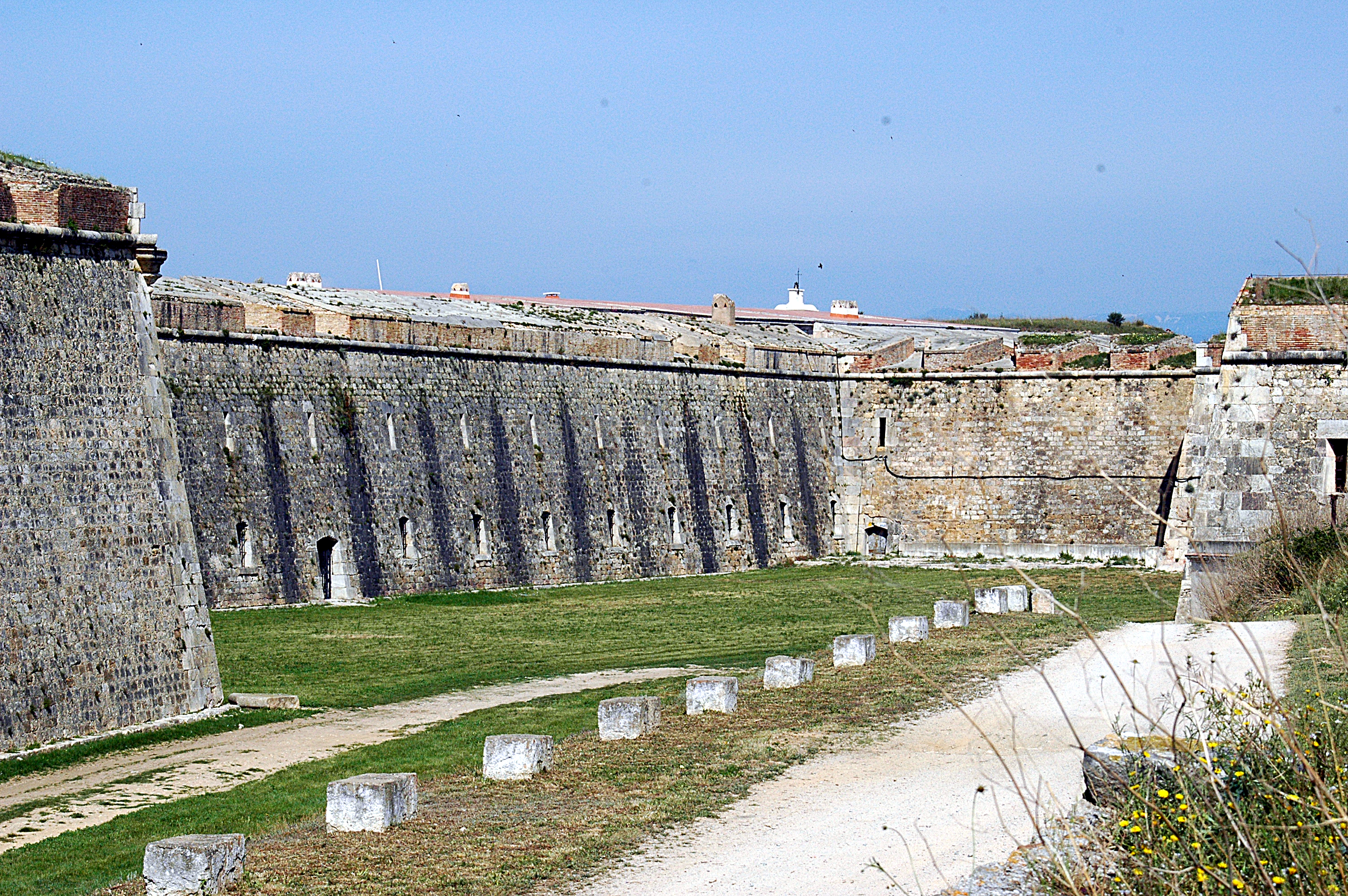
Castillo de Figueras, lugar de residencia de algunas obras.

Se trasladan las obras a lo largo de las poblaciones de Peralada, Darnius y finalmente llegan a las minas de talco fronterizas de La Bajol en el Alto Ampurdán (Gerona) en lo que popularmente se denomina la "Mina de Negrín" (denominada también Canta de La Vajol). Quedan enterradas a 250 metros de profundidad en las minas propiedad de los hermanos Giralt Canta e incutada por el Gobierno de la República en 1937. Algunas de las obras se guardaron previamente en el Castillo de Peralada y en el Fortaleza de Figueras. La Mina se convierte en una fortaleza aislada con sus puertas blindadas, generadores de electricidad propias, despachos, habitaciones y demás dependencias capaces de permitir la vida en su interior. La Mina estaba a cargo directo del Ministerio de Hacienda de Enrique Ramos. El presidente de la República, Azaña, preocupado por el estado de las obras de la pinacoteca, en conversación telefónica con Negrín llega a mencionar:

El Museo del Prado es más importante para España que la República y la Monarquía Juntas ... Calcule usted que sería si los cuadros desapareciesen o se averiasen gravemente un gran bochorno. Tendría usted que pegarse un tiro.

El acuerdo del Gobierno de la República con la Sociedad de Naciones para la salvaguarda del patrimonio se firma el 3 de febrero de 1939 en el castillo de Sant Ferran de Figueres. Este acuerdo firmado por Julio Álvarez del Vayo (responsable del traslado) y J. Jaugard tiene nueve puntos:
1. El transporte se efectuará por camiones de matrícula francesa. Siendo responsabilidad del gobierno español de la república poner los medios necesarios el transporte hasta la frontera francesa.
2. Los camiones transportarán los cuadros y obras de arte a Ginebra, y serán confiados al Secretario General de la Sociedad de Naciones que ha concedido ser su depositario.
3. El transporte de la frontera franco-española a la frontera franco-suiza corre a cargo del Comité Internacional recién constituido y que es presidido por el Patronato de Museos Nacionales franceses, de la National Gallery y de la Tate Gallery de Londres, del Museo Metropolitano de Arte, así como de museos belgas, holandeses y suizos.
4. Todos los gastos del transporte correrán a cargo del Comité Internacional.
5. Los camiones que partirán desde la frontera hispano-francesa estarán vigilados por un delegado del gobierno español y por un delegado del Comité Internacional. Vigilados por destacamentos franceses de la gendarmería y guardia-móvil. Tres técnicos del Museo del Prado y una secretaria acompañarán al delegado del gobierno español.
6. A causa de los medios empleados en el transporte y seguridad de los cuadros y de los objetos de arte desde la frontera hispano-francesa hasta Ginebra. El gobierno español renunciará a toda reclamación en contra del Comité Internacional o a cualquier otra persona o entidad en el caso de accidente o pérdida, negando su derecho a reclamación a empresas aseguradoras.
7. A la llegada a Ginebra de la expedición las cajas serán abiertas y se realizará un inventario redactado y firmado por el delegado del gobierno español y por el delegado del Comité Internacional.
8. El recibo de las obras y objetos de arte se depositará ante el secretario general de la Sociedad de Naciones.
9. El recibo incluirá como anexo el compromiso de retornar a España la totalidad de las obras confiadas a la Sociedad de las Naciones.

Durante los días de la firma la Legión Cóndor alemana bombardea la ciudad de Figueras. A pocos kilómetros de la mina. El 12 de marzo de 1939 se traslada las obras del museo desde Perpiñán a Ginebra en un tren especial que recorre parte de Francia.

### Final de la Guerra Civil
Apenas tres semanas tras el fin de la Guerra Civil en Madrid, el muralista Josep Maria Sert reclama a los altos mandatarios de la Sociedad de Naciones que se reintegre al Estado Español el patrimonio del Museo del Prado. Tras una exposición de las obras en Ginebra, que obtiene un formidable éxito de público (400.000 visitas), la expedición regresa a Madrid en septiembre del año 1939.
Bajo la amenaza de una nueva guerra mundial que estaba en ciernes, se reclama desde España un inventario al Secretario General de la Sociedad de Naciones que contenga las obras antes de que éstas entren en el Museo. Un tren que sale de Ginebra la noche del 6 de septiembre de 1939 y contiene en sus bodegas las obras del Museo del Prado, recorre territorio francés con las luces apagadas con el objeto de evitar los bombardeos alemanes. Las obras llegan finalmente en octubre del año 1939 tras un periplo de casi tres años fuera del Museo del Prado. Se hizo cargo de su reincorporación el Servicio de Defensa del Patrimonio Artístico Nacional, organismo creado en el bando sublevado el 22 de abril de 1938. Este organismo con el tiempo se convertirá en el Instituto del Patrimonio Histórico Español.

## El traslado reflejado en la literatura y el cine

### Teatro - Rafael Alberti - Noche de guerra en el Museo del Prado
El acto de sacar las obras de arte de un museo debido a un conflicto bélico ha proporcionado al mundo del arte una oportunidad de expresión popular. De esta forma el poeta Rafael Alberti crea una pequeña obra de teatro (el libreto no pasa de las 78 páginas) donde recrea el periplo del patrimonio. La obra titulada: Noche de guerra en el Museo del Prado fue escrita en los años cincuenta, siendo el estreno mundial en el Teatro Belli de Roma, el 2 de marzo de 1973.

### Documentales - Alberto Porlán - Las cajas españolas
El suceso ha sido relatado en el año 2004 por el director de cine Alberto Porlán en una película documental titulada Las cajas españolas, así como anteriormente en 2003 el documental Salvemos el Prado.